# Marlowe (film, 2022)
Pour les articles homonymes, voir Marlowe.
Pour plus de détails, voir Fiche technique et Distribution.
Marlowe ou Détective Marlowe au Québec est un film multinational réalisé par Neil Jordan et sorti en 2022. Le scénario, signé William Monahan, est adapté du roman The Black-Eyed Blonde de John Banville qui met en scène le personnage de Philip Marlowe créé par Raymond Chandler.
Le film est présenté au festival international du film de Saint-Sébastien 2022 avant une sortie au cinéma début 2023.

## Synopsis
1939, Bay City en Californie, le détective privé Philip Marlowe est chargé de retrouver Nico Peterson, ancien amant d'une belle héritière nommée Clare Cavendish. Avec cette affaire simple en apparence, Marlowe se retrouve embarqué dans les méandres de l'industrie cinématographique hollywoodienne. Il va découvrir le Corbata Club, repère des personnes influentes et riches de la ville. Il va se retrouver au cœur d'une affaire de famille tout en se heurtant à ses anciens collègues policiers.

## Fiche technique
- Titre : Marlowe
- Titre québécois : Détective Marlowe
- Réalisation : Neil Jordan
- Scénario : William Monahan, d'après le roman La Blonde aux yeux noirs, le retour de Philip Marlowe de John Banville et d'après le personnage créé par Raymond Chandler
- Musique : David Holmes
- Décors : John Beard
- Costumes : Betsy Heimann
- Photographie : Xavi Giménez
- Montage : Mick Mahon
- Production : Mark Fasano, Patrick Hibler, Billy Hines, Gary Levinsohn, Alan Moloney,
- Coproduction : Philip Kim et Redmond Morris
- Production déléguée : Patrick Muldoon, Jeff Rice, Ankur Rungta, Vishal Rungta, Steven Sims, Harris Tulchin et Tobias Weymar
- Sociétés de production : H2L Media Group, Nickel City Pictures, Parallel Film Productions et StoryBoard Media
- Société de distribution : Storyboard Media, Metropolitan Filmexport (France)
- Budget : n/a
- Pays de production :  États-Unis,  Irlande,  Espagne,  France
- Langue originale : anglais
- Format : couleur
- Genre : néo-noir
- Durée : 110 minutes
- Dates de sortie[2] :
  - Espagne : 24 septembre 2022 (festival de Saint-Sébastien)
  - États-Unis : 15 février 2023
  - France : 15 février 2023

## Distribution
- Liam Neeson (VF : Frédéric van den Driessche ; VQ : Benoît Rousseau) : Philip Marlowe
- Diane Kruger (VF : Laura Blanc ; VQ : Catherine Proulx-Lemay) : Clare Cavendish
- Jessica Lange (VF : Annie Sinigalia ; VQ : Claudine Chatel) : Dorothy Quincannon
- Danny Huston (VF : Nicolas Marié ; VQ : Jacques Lavallée) : Floyd Hanson
- Alan Cumming (VF : Pierre Tessier ; VQ : Gilbert Lachance) : Lou Hendricks
- Adewale Akinnuoye-Agbaje (VF : Frantz Confiac ; VQ : Thiéry Dubé) : Cedric
- Colm Meaney (VF : Jacques Bouanich ; VQ : Manuel Tadros) : Bernie Ohls
- Ian Hart (VF : Vincent Ropion ; VQ : Frédéric Desager) : Joe Green
- François Arnaud (VF : Fabrice Josso ; VQ : Marc-André Brunet) : Nico Peterson
- Daniela Melchior (VF : Julie Dray ; VQ : Véronique Marchand) : Lynn Peterson
- Seána Kerslake (en) (VF : Ana Piévic ; VQ : Sofia Blondin) : Amanda Toxteh
- Patrick Muldoon (VF : Maurice Decoster) : Richard Cavendish
- Darrell D'Silva (en) (VF : Michel Laroussi) : le vieil homme

 Source et légende : version française (VF) sur RS Doublage et carton de doublage français.

## Production
En mars 2017, il est annoncé que Liam Neeson incarnera Philip Marlowe, personnage créé par Raymond Chandler, dans un thriller adapté du roman The Black-Eyed Blonde, publié en 2014, et écrit par John Banville (sous le pseudonyme de Benjamin Black). Le scénario est écrit par William Monahan. En juin 2021, Neil Jordan est annoncé comme réalisateur.
Le 4 novembre 2021, Liam Neeson est aperçu sur le tournage à Barcelone. Quelques jours plus tard, la distribution s'étoffe avec l'annonce de la présence de Diane Kruger, Jessica Lange, Alan Cumming, Danny Huston, Ian Hart et Colm Meaney. Daniela Melchior et François Arnaud sont annoncés quelque temps plus tard dans la distribution du film. Le tournage a lieu en Espagne et en Irlande à Dublin,,.

## Sortie

### Dates de sortie et festivals
Le film est présenté hors compétition et en clôture du festival international du film de Saint-Sébastien 2022 en septembre 2022. Il devait initialement sortir aux États-Unis le 2 décembre 2022. La sortie américaine est ensuite repoussée au 3 février 2023,.

### Accueil critique
En France, le site Allociné propose une moyenne de 2,5⁄5, fondée sur 14 critiques de presse.

## Autour du film
- Pour son 100e film, Liam Neeson incarne le détective Philip Marlowe déjà joué à l'écran par James Caan, Robert Mitchum, Elliott Gould, James Garner, George Montgomery, Robert Montgomery, Dick Powell et Humphrey Bogart.
- Le personnage Philip Marlowe a influencé d'autres œuvres, notamment le jeu-vidéo L.A. Noire de Rockstar Games[14].